# Samuel S. Hinds
Samuel Southey Hinds (4. april 1875 – 13. oktober 1948) var en amerikansk filmskuespiller. Han var kendt fra gamle film som Frank Capras klassike film Det er herligt at leve.